# ジャン・エリオン

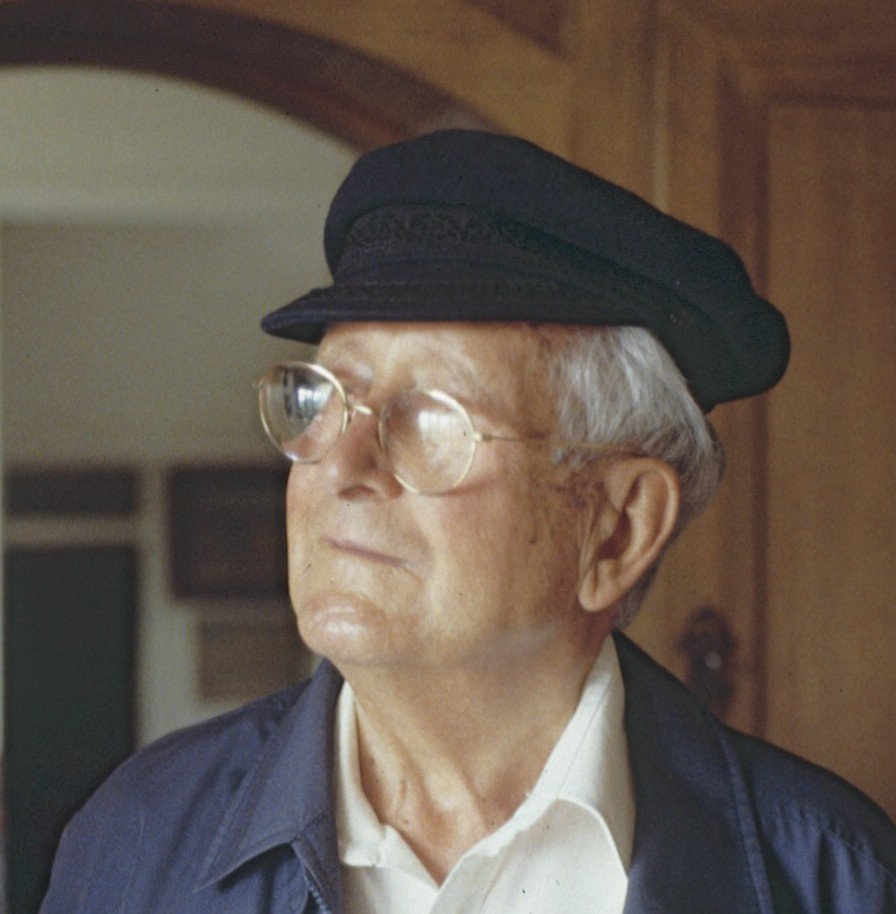
ジャン・エリオン　1985年

ジャン・エリオン（Jean Hélion, 1904年4月21日 - 1987年10月27日）は、フランスの画家。抽象絵画を多く制作した。

## 人物
フランスのクーテルヌに生まれ、パリに没する。
ピエト・モンドリアンの影響を受け、抽象絵画に向かう。幾何学的抽象
でありながら、有機的な曲線など、それだけにとどまらない、具象的な要素も維持した作品が多かった。
「アール・コンクレ」と「アブストラクシオン・クレアシオン
」にも参加し、中心として活躍した。
しかし、1930年代末には、具象絵画へと向かい、戦後も写実的な作風の作品を制作した。
エリオンは4回結婚したが、3番目の妻は、画家のペギーン・ベイル・グッゲンハイム。彼女の祖父はタイタニック号沈没事故で亡くなった実業家ベンジャミン・グッゲンハイム、母はペギー・グッゲンハイム・コレクションで知られるアートコレクターのペギー・グッゲンハイム。

## 日本での展覧会
日本では、ジャン・エリオンに関する展覧会（個展・回顧展）が今まで開催されたことはない。また、ジャン・エリオンの作品を特に大きく取り上げたグループ展も今まで開催されたことがない。

## 日本語での主要参考文献
日本語では、まとまった文献はほとんど存在しないが、以下のようなものを挙げることができる。
- 20世紀の美術家500（The 20th Century Art Book、木下哲夫・訳、美術出版社、2000年、原著はPhaidon Press刊）：197ページ
  - 掲載されているカラー図版は「抽象の構図」（1934年、カンヴァスに油彩、60×80cm、個人蔵）：カラフルな抽象絵画、構図は不規則。
- 【カラー版】20世紀の美術（監修＝末永照和、美術出版社、2000年）：76ページ
  - ジャン・エリオンの抽象作品「イル・ド・フランス」（1935年）のカラー図版が掲載されている。上記「抽象の構図」と類似した作品